# Dead Frontier
Dead Frontier é um jogo eletrônico do gênero MMORPG, gratuito, estilo browser game que foi criado e desenvolvido por Neil Yates e é administrado pela Jagged Blade Games. bem como por um jogador ativo que assume funções de supervisão dentro do jogo, conhecido pelo termo em inglês "AdminPwn". Dead Frontier teve seu lançamento para testes em 21 de abril de 2008, e atualmente conta com mais de 850 000 jogadores registrados em seu servidor.
Sendo um jogo simulado diretamente pelo navegador de internet e também gratuito, é necessário apenas um simples processo de registro para ter-se acesso a ele, isto de acordo com a política de privacidade em vigor, e de termos de serviço, informações estas disponíveis no website oficial do jogo. Uma vez completo o registro, o jogador cria um personagem com o qual jogará em um ambiente construído com gráficos em 3D. Através de seu personagem, o jogador tem acesso a vários recursos de interação com outros jogadores, como um sistema de trocas, além de poderem comunicar-se livremente entre eles.